# Carlo Baucardé
Carlo Baucardé talvolta citato come Boucardé (Firenze, 1825 – Firenze, 22 gennaio 1883) è stato un tenore italiano, di origine francese, che cantò nei maggiori teatri d'opera d'Italia e anche a Londra, Parigi, Madrid e New York. Viene ricordato per aver creato il personaggio di Manrico nell'opera Il trovatore di Giuseppe Verdi e quello di Poliuto nell'omonima opera di Gaetano Donizetti.

## Biografia
Nacque in una famiglia di origine francese. Secondo fonti dell'epoca, sarebbe stato impiegato come cuoco presso la corte del Granduca di Toscana, dove venne prima notato il suo talento nell'arte culinaria e poi quello nel canto. Questo gli consentì di ricevere un'istruzione musicale.
La sua prima esibizione, a Firenze, risale al 1847 nel ruolo di Carlo ne Il bravo di Mercadante. Tra il 1848 e 1850, cantò frequentemente a Napoli al Teatro di San Carlo, in tre opere di Verdi, tutte in prima esecuzione al teatro: I Lombardi alla prima crociata, nel ruolo di Arvino (1848), Macbeth nel ruolo di Malcolm (1849), e I masnadieri nel ruolo di Carlo (1849). Cantò anche alla prima esecuzione del Poliuto di Donizetti (1848) e nella prima esecuzione al San Carlo de La favorita nel ruolo di Fernando (1850).
Debuttò a Londra, nel ruolo di Oronte, ne I Lombardi alla prima crociata, nella stagione di opera italiana del 1850 al His Majesty's Theatre. Durante la stagione interpretò anche il ruolo di protagonista ne I due Foscari di Verdi,  ne I puritani di Bellini e in Lucrezia Borgia di Donizetti. Benjamin Lumley, direttore del Teatro Her Majesty's, scrisse di Baucardé:
(Benjamin Lumley)

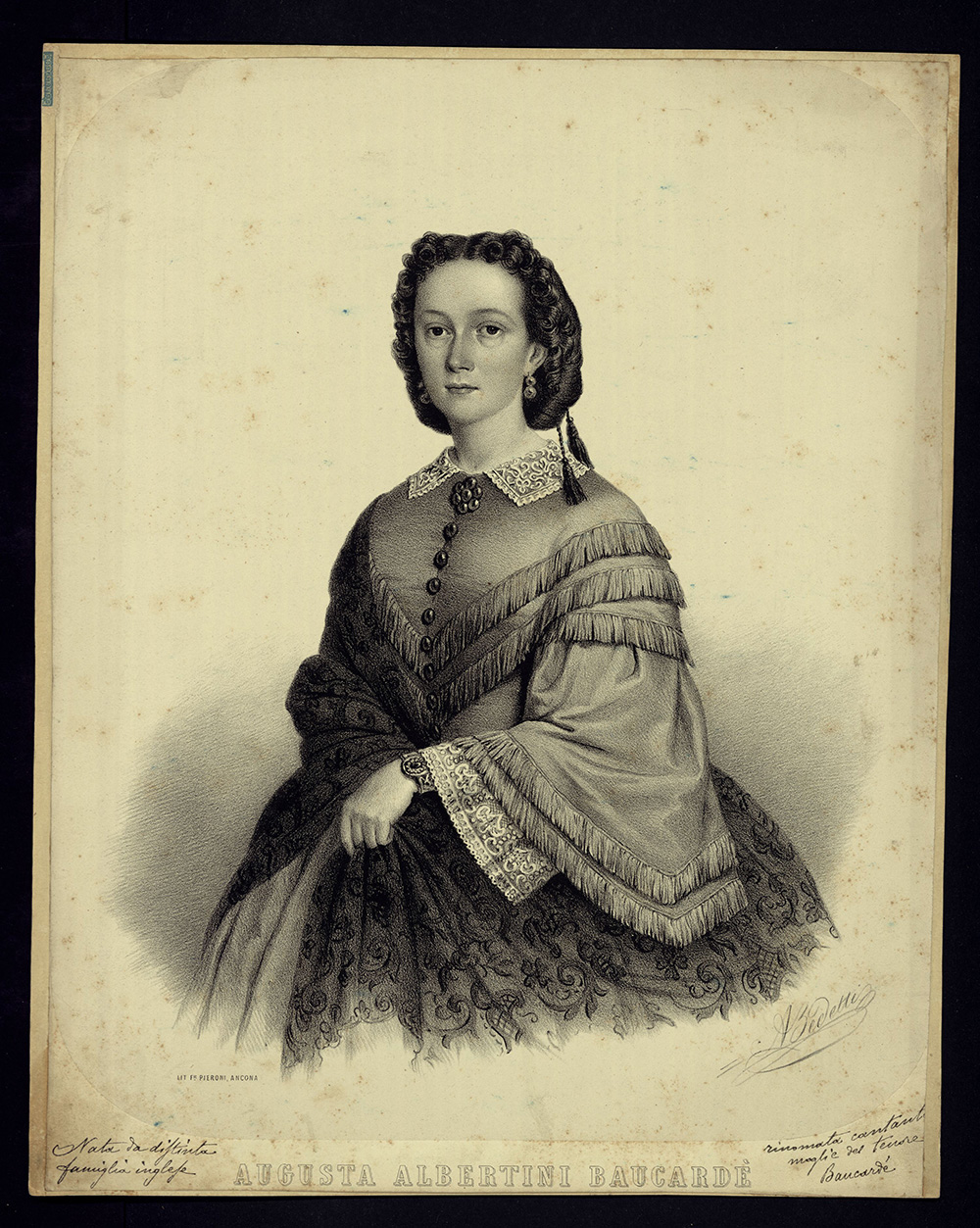
Augusta Albertini Baucardé ritratta da Augusto Bedetti

Nel 1851 creò il ruolo del protagonista alla prima dell'opera Camoëns di Gualtiero Sanelli al Teatro Regio di Torino dove interpretò anche il ruolo di Gualtiero ne Il pirata di Bellini (1852), quello di Arturo Talbo ne I puritani (1852) e del duca di Mantova nel Rigoletto di Verdi (1852), ottenendo grande successo nel ruolo sia a Torino che altrove. Verdi gli affidò il ruolo di Manrico nella prima esecuzione de Il trovatore, nonostante avesse, in precedenza, pensato di affidarlo al tenore Raffaele Mirate. La prima al Teatro Apollo di Roma, il 19 gennaio 1853, fu un grande successo non solo per Verdi, ma anche per Baucardé. Il grande successo popolare divenne di gran lunga amplificato quando sostituì con la nota do acuto l'originale sol nel finale della romanza "Di quella pira" durante una successiva rappresentazione del Trovatore a Firenze. Cantò anche nel ruolo di Manrico alla prima di Parigi il 23 dicembre 1854 al Théâtre-Italien. Il mese seguente, interpretò, sempre al Théâtre-Italien, il ruolo del protagonista nella prima dell'opera oggi dimenticata, L'ultimo dei Clodovei di Pacini.
Nonostante la sua popolarità in Italia, Baucardé fallì nell'impressionare positivamente il critico britannico Frances Minto Elliot, il quale sotto lo pseudonimo di "Florentia", descrisse così la sua interpretazione romana di Lucrezia Borgia del 1854:
("Florentia" (1854))
Baucardé era sposato con il soprano Augusta Albertini (1827–1898), nota per il suo temperamento umorale, e cantò spesso con lei. Quando la propose per il ruolo di Mina, per la  prima dell'opera Aroldo, nel 1857, Verdi scrisse al suo librettista Francesco Maria Piave:
(Giuseppe Verdi)
Dal 1859 al 1860, la coppia cantò all'Academy of Music di New York, ma non ebbe grande successo. A quel punto, Baucardé aveva iniziato la parabola discendente della carriera. Si ritirò dal palcoscenico nel 1863 e morì nella sua città natale, il 22 gennaio 1883.